# Ed Atkins
Pour les articles homonymes, voir Atkins.
Ed Atkins, né en 1982 à Oxford (Royaume-Uni), est un artiste contemporain britannique surtout connu pour son art vidéo et sa poésie.
Il est actuellement établi à Berlin.

## Biographie
Ed Atkins grandit à Stonesfield, un petit village en banlieue d'Oxford. Sa mère est professeur d'art dans une école publique et son père est graphiste. Il obtient son baccalauréat à Central Saint Martins et a ensuite obtenu une maîtrise en beaux-arts de la Slade School of University College London.
Atkins donne des conférences au Goldsmiths College de Londres et a été qualifié de "l'un des grands artistes de notre temps" par le conservateur suisse Hans-Ulrich Obrist.
Atkins a eu des expositions personnelles à la Tate Britain, au Stedelijk Museum d'Amsterdam, à la Chisenhale Gallery, au MoMA PS1, à la Serpentine Gallery, au Palais de Tokyo et à la Kunsthalle Zürich. Au Serpentine Memory Marathon en 2012, il crée DEPRESSION, une performance qui utilise la projection, la voix modifiée numériquement et le masque de chrominance pour simuler les techniques cinématiques de ses vidéos. En conjonction avec le Serpentine Extinction Marathon de 2014, Atkins produit www.8007274, un domaine qui invite les utilisateurs à s'inscrire pour une correspondance par e-mail unilatérale d'une décennie.